# Lema del bombeo para gramáticas independientes del contexto
Viene de Lema del bombeo:
Sea {\displaystyle {\mbox{L}}\,} un lenguaje libre de contexto. Entonces existe una constante {\displaystyle n\in {\mbox{N}}} tal que para toda palabra {\displaystyle x\in {\mbox{L}}}, con {\displaystyle |x|\geq n\,}, existe una descomposición {\displaystyle x=yzuvw\,} tal que:
1. {\displaystyle |zuv|\leq n\,}
2. {\displaystyle |zv|>0\,}
3. {\displaystyle \forall i\geq 0,x=yz^{i}uv^{i}w\in {\mbox{L}}\,}

(Indicando {\displaystyle |x|\,} la longitud de la palabra, y {\displaystyle x^{i}\,} la repetición de la palabra {\displaystyle x\,} {\displaystyle i\,} veces).
Este teorema implica que en todo lenguaje libre de contexto, para toda palabra suficientemente larga ({\displaystyle |x|\geq n\,}), se pueden encontrar una o dos subcadenas izquierda ({\displaystyle z\,}) y derecha ({\displaystyle v\,}), cuya longitud conjunta es a lo sumo n ({\displaystyle |zuv|\leq n\,}), que pueden o bien eliminarse, o bien repetirse simultáneamente las veces que se desee ({\displaystyle yz^{i}uv^{i}w\,}), obteniendo de dicha forma palabras que también pertenecen al lenguaje.
El contrarrecíproco de este teorema se puede aplicar para demostrar que un lenguaje no es libre de contexto:
1. Suponemos {\displaystyle n\,} la constante de bombeo.
2. Escogemos cuidadosamente una determinada palabra del lenguaje tal que {\displaystyle |x|\geq n\,}
3. Si toda descomposición de {\displaystyle x}, tal que {\displaystyle |zuv|\leq n,|zv|>0\,} y {\displaystyle yz^{i}uv^{i}w,i\geq 0\,} no pertenece al lenguaje para algún {\displaystyle i\in \mathbb {N} }, entonces dicho lenguaje no es libre de contexto.

- Datos: Q5972675